# Xenia (condado de Clay, Illinois)
Xenia Township é um dos doze distritos do Condado de Clay, Illinois, Estados Unidos. De acordo com o censo de 2010, sua população era de 658 pessoas.

## Geografia
De acordo com o censo de 2010, a cidade tem uma área total de 18.58 sq mi (48.1 km2), dos quais 18.57 sq mi (48.1 km2) é terra e 0.01 sq mi (0.026 km2) é água.